# ウズベキスタン空軍および防空軍
ウズベキスタン空軍および防空軍（ウズベク語: Oʻzbekiston havo kuchlari、Войска ПВО и ВВС Узбекистана）は、ウズベキスタンが保有するウズベキスタン共和国軍の空軍および防空軍組織である。

## 沿革
ソビエト連邦（ソ連）時代、トルキスタン軍管区に属していたウズベク・ソビエト社会主義共和国には、ソ連防空軍第49軍がカルシ・ハナバード空軍基地とジザフに駐屯し、タシュケントに司令部があった。ソ連崩壊に伴い、1991年9月1日にウズベキスタンが独立し、第49軍の設備や装備を継承する形でウズベキスタン空軍は創設された。しかし第49軍の戦力は過剰であったことから、Su-24が退役するなど、組織の縮小化が図られた。
2010年代以降、エアバス・ヘリコプターズから各種ヘリコプターを導入したほか、2016年5月までにC-295Wを4機受領した。また、Su-25にアメリカ製の航空服とフランス製のヘルメットを導入するなど、西側諸国の機材の導入と装備の近代化を図っている。
2020年5月のサルドバ貯水池決壊事故では、カザフスタンとの国境地帯にH125MとAS532Lが派遣され、300人以上の民間人を救出した。
2021年ターリバーン攻勢に伴い、アフガニスタン空軍のエンブラエル EMB-314やセスナ 208など46機の航空機（22機の固定翼機と24機のヘリコプター）が脱出しウズベキスタンのテルメズ空港に逃れた。

## 組織
公式な部隊配置や機材の種類・機数を公表していない。

### 部隊
- 第60混成航空旅団（カルシ・ハナバード空軍基地、カルシ）
- 混成航空旅団（ジザフ）
- 混成航空連隊（フェルガナ）
- 混成航空隊（タシュケント）
- 第65ヘリコプター連隊 (カガン、ブハラ)
- 第66独立ヘリコプター連隊（チルチク）
- 第12対空ミサイル旅団
- 無線技術旅団

### 教育機関

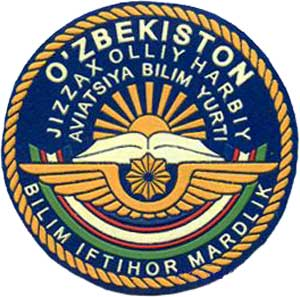
ジザフ高等軍事航空学校の校章

ジザフにジザフ高等軍事航空学校がある。

## 装備

### 機体

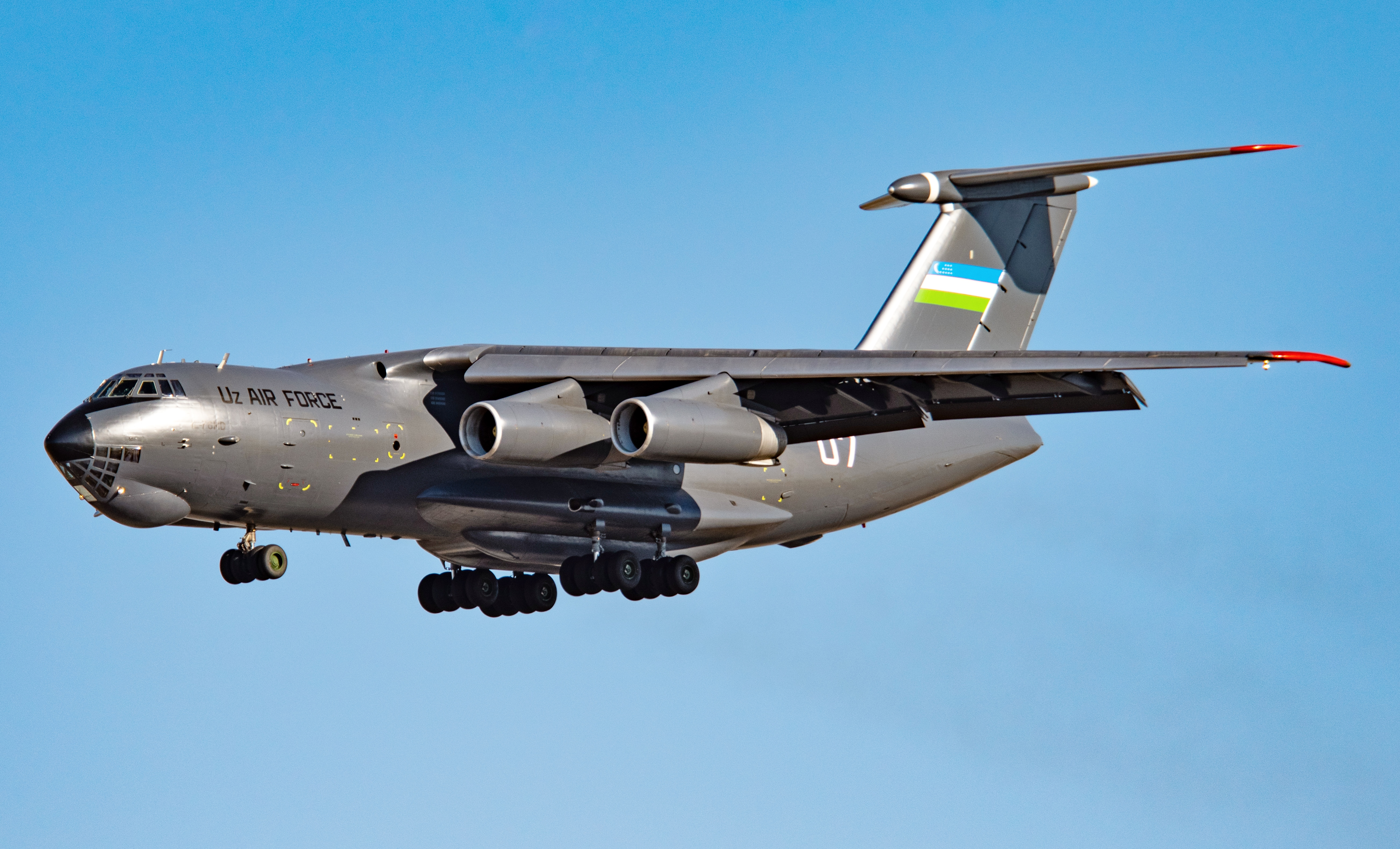
北京首都国際空港に着陸するウズベキスタン空軍のIl-76（2020年）「UK-76007」

作戦機は、カルシ・ハナバード空軍基地の第60混成航空旅団に集中配備されているとされている。2020年頃から、保有する機体の塗装を濃灰色一色に一新し、輸送機には「Uz AIR FORCE」の表記を施している。
| 名前                | 原産国                      | 保有数                   | 備考                                                                                   |
| ------------------- | --------------------------- | ------------------------ | -------------------------------------------------------------------------------------- |
| MIG-29«9.13»/UB     | ソビエト連邦                | 12機（他に18機が保管中） | MiG-29≪9.12≫とする説もあるが、写真で確認された機体はすべて≪9.13≫である。               |
| Su-27/UB            | ソビエト連邦                | 26機が保管中             |                                                                                        |
| Su-25/M1/M1K/BM     | ソビエト連邦                | 12機                     | 旧ソ連軍から、合計20機のSu-25BMとSu-25UBを引き継いだ。                                 |
| Su-25UB             | ソビエト連邦                | 12機                     | 旧ソ連軍から、合計20機のSu-25BMとSu-25UBを引き継いだ。                                 |
| Su-24               | ソビエト連邦                | 15機が保管中             |                                                                                        |
| Il-76MD             | ソビエト連邦 ウズベキスタン | 2機                      | かつてはウズベキスタン国内で製造されていた。                                           |
| EADS CASA C-295W    | スペイン                    | 4機                      |                                                                                        |
| An-12               | ソビエト連邦                | 2機                      |                                                                                        |
| An-26               | ソビエト連邦                | 2機                      |                                                                                        |
| L-39                | チェコスロバキア            | 6機                      | 2018年から2021年にかけて、チェコのAero Vodochodyでオーバーホールを実施した。           |
| Tu-134              | ソビエト連邦                | 1機                      |                                                                                        |
| Mi-24P/Mi-35        | ソビエト連邦                | 29機                     | 2001年に、フランスのSAGEM社に対してMi-35 12機の近代化改修が発注された。                |
| Mi-35M              | ロシア                      | 12機                     | 2018年にロシアに発注。                                                                 |
| Mi-8                | ソビエト連邦                | 52機                     | 機首周囲に防弾版を装備し、一部の機体は12.7mm機関銃を装備した NUB-1MKターレットを搭載。 |
| Mi-26               | ソビエト連邦                | 1機                      |                                                                                        |
| AS 350 エキュレイユ | フランス                    | 8機                      |                                                                                        |
| AS 532ALまたはH225M | フランス                    | 8機                      |                                                                                        |
| バイラクタル TB2    | トルコ                      | 4機以上                  |                                                                                        |

### 搭載兵装
- R-27R - MiG-29とSu-25に装備[1]
- R-60（AA-8） - MiG-29とSu-25に装備[1]
- R-73（AA-11） - MiG-29に装備[1]
- ロケットサン社製空対地ミサイル - バイラクタルTB2に装備[10]
- Kh-25（AS-10）[5]
- Kh-25MP（AS-12）[5]
- Kh-28（AS-9）[5]
- Kh-58（AS-11）[5]
- B-8 80mmロケットポッド - MiG-29とSu-25、Mi-24P、Mi-8HTに装備[1]
- S-24 240mmロケット - Su-25に装備[1]
- 250kg爆弾 - Su-25に装備[1]

### 対空兵器
- FD-2000 ×4[5]
- S-125-2M ペチョラ-2M ×4[5]
- S-125M1 ネヴァ-M1 ×10[5]